# Betacoronavirus 1
Betacoronavirus gravedinis
forme
Espèces de rang inférieur
- HKU23
- Coronavirus bovin (BCoV)
- Coronavirus humain OC43
- SACoV
- GiCoV
- CRCoV
- PHEV
- ECoV

Betacoronavirus gravedinis, aussi appelé betacoronavirus 1, est une espèce de coronavirus qui infecte les humains et le bétail. Le virus infectant est un virus à ARN monocaténaire enveloppé à polarité positive, et appartient au genre Betacoronavirus et au sous-genre Embecovirus. Il possède, comme d'autres embécovirus, une protéine de surface en forme de pic plus courte supplémentaire, appelée hémagglutinine estérase (HE),.
Il comprend notamment les membres suivants :
- le coronavirus HKU23 (dromadaire) ;
- le coronavirus bovin (BCoV) (bovins, alpaga) ;
  - le coronavirus humain OC43 (HCoV-OC43) dont l'émergence est récente (vers 1890) ;
- le SACoV (hippotrague noir) ;
- le GiCoV (girafe) ;
- le coronavirus respiratoire canin (CRCoV — ne pas confondre avec le CCoV) ;
- le virus de l'encéphalite hémoagglutinante porcine (PHEV) ;
- le coronavirus équin (ECoV) : (cheval) ;